# 鹿児島労働局

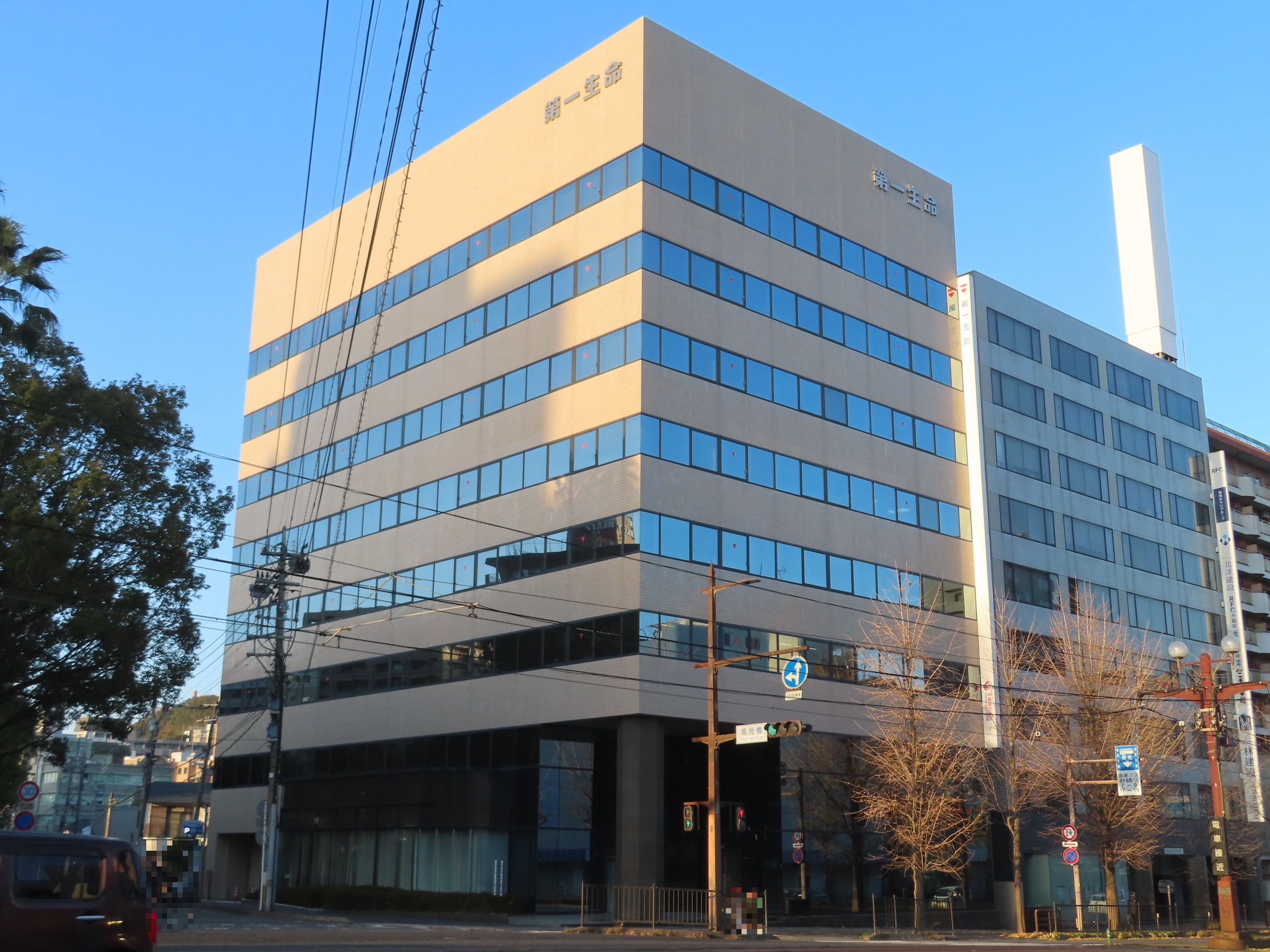
西千石庁舎（2024年12月）がある鹿児島西千石第一生命ビル

鹿児島労働局（かごしまろうどうきょく）は、鹿児島県鹿児島市にある日本の都道府県労働局で、鹿児島県を管轄している。

## 所在地
- 本局　
  - 鹿児島県鹿児島市山下町13番21号 鹿児島合同庁舎2階（山下町庁舎） - 以下の庁舎を除く部課
  - 鹿児島県鹿児島市東千石町14番10号 天文館NNビル5・8階（東千石庁舎）- 労働基準部労災補償課
  - 鹿児島県鹿児島市西千石町1番1号 鹿児島西千石第一生命ビル1・2・3階（西千石庁舎） - 職業安定部各課・室

## 組織
局長
- 総務部
  - 総務課、企画室、労働保険徴収室
- 労働基準部
  - 監督課、健康安全課、賃金室、労災補償課
- 職業安定部
  - 職業安定課、職業対策課、需給調整事業室、求職者支援室
- 雇用均等室

## 出先機関
- 労働基準監督署（5署）
  - 鹿児島労働基準監督署（鹿児島市）
  - 川内労働基準監督署（薩摩川内市）
  - 鹿屋労働基準監督署（鹿屋市）
  - 加治木労働基準監督署（姶良市）
  - 名瀬労働基準監督署（奄美市）

- 公共職業安定所（ハローワーク、10所3出張所1分室）
  - 鹿児島公共職業安定所（鹿児島市）
    - 熊毛出張所（西之表市）

  - 川内公共職業安定所（薩摩川内市）
    - 宮之城出張所（薩摩郡さつま町）

  - 鹿屋公共職業安定所（鹿屋市）
  - 国分公共職業安定所（霧島市）
    - 大口出張所（伊佐市）

  - 加世田公共職業安定所（南さつま市）
  - 伊集院公共職業安定所（日置市）
  - 大隅公共職業安定所（曽於市）
  - 出水公共職業安定所（出水市）
  - 名瀬公共職業安定所（奄美市）
    - 徳之島分室（大島郡徳之島町）

  - 指宿公共職業安定所（指宿市）

## 管轄
- 鹿児島県全域